# Francesc de Pol i Baralt
Francesc de Pol i Baralt (Arenys de Mar, 1854 - Girona, 1914) fou bisbe de Girona entre 1906 i 1914.
Estudià al seminari de Girona i, el 1879 acabà la carrera de dret (i de dret canònic) a Barcelona. Fou canceller del Tribunal Eclesiàstic i agent de Precs i vicari general, fins al 1899 en què morí el bisbe de Barcelona i fill d'Arenys de Mar, Jaume Català, i fou elegit vicari capitular.
El 1886, essent vicari general del bisbat de Barcelona, beneí el pont de fusta del capdavall de la riera d'Arenys, iniciativa del seu germà, alcalde d'Arenys, Bonaventura de Pol. El 1906, essent canonge de la seu de Barcelona, evità que apunyalessin el cardenal Casañas, una acció valenta que publicaren molts diaris de l'època.
Tot seguit, el nomenaren bisbe de Girona, però la consagració episcopal tingué lloc a Arenys de Mar. En aquella època pagà la construcció de la torre que remata el campanar de la parròquia de Santa Maria d'Arenys, restaurà diversos edificis de Girona, construí temples i rectories i fundà la primera societat de socors mutus per al clergat. Home caritatiu, preocupat per les missions i per la seva diòcesi, es pot dir que els seus set anys de pontificat foren pastoralment fructífers.
Morí d'una bronquitis aguda l'any 1914. Les seves despulles són enterrades a la Catedral de Girona.
El primer tram de la Riera d'Arenys porta el seu nom en el nomenclàtor oficial.